# 随念院
随念院（ずいねんいん、？－永禄4年8月2日（1561年9月11日））は戦国時代の女性。松平信忠の娘で、実名は久（於久・久子）。初め松平乗勝、後に鈴木重直の妻。松平親乗の母。徳川家康の大叔母にあたり、その養母・乳母的な立場にあった。

## 経歴
通説では兄とされる松平清康の養女となって松平乗勝に嫁ぎ、親乗を生むが、大永4年（1524年）11月20日に乗勝が29歳で没したために足助城の鈴木重直と再婚して娘（後の遠山利景室）を生む。しかし、守山崩れ後の天文4年（1535年）頃に重直は松平氏を離反するために彼女は離縁させられて岡崎城に戻された。天文11年（1542年）、「しんさう」という女性が松平広忠に申し入れて「たうほ」のために2反の田を大樹寺に寄進したとする黒印が押された文書があるが、「たうほ」は清康の法号である道甫のことと考えられ、広忠に直接寄進の話が出来た女性＝「しんさう」は当時岡崎城にいたと考えられる随念院のことと考えられている。
松平広忠が正室・於大と離縁をすると、その子である竹千代（後の徳川家康）の養育にあたった。更に松平広忠の死後、竹千代が今川義元の人質となると、岡崎城にいる安祥松平氏の直系血縁者は彼女1人になってしまう。岡崎城は今川氏が派遣した城代の管理下に入ったが、岡崎領の領主はあくまでも竹千代（元服して松平元信→元康）であった。このため、今川義元は阿部定吉・石川清兼・鳥居忠吉ら松平氏の奉行人を介して間接的な支配を行った。一方、竹千代が元服して元信・元康と名乗った後も駿府にいたため、岡崎領の領主としての領主権を行使するのは不可能であった。そのため、今川氏や松平氏では竹千代（元信・元康）が本来有している領主権の権限の一部を随念院に行わせたと考えられている。
その事例として、弘治2年（1556年）6月21日に今川義元が大泉寺に寺領寄進の再確認や諸役免除などに関する判物を出し、3日後に元信の黒印状と前述の「しんそう」の書状が出された。義元の判物と元信の黒印状は同一のものであるが、「しんそう」の書状には「三郎（＝次郎三郎元信）は今まで花押を書いた文書を書いたことが無いので、自分のおしはん（押判＝印章）を押して進上」することが記され、実際には彼女が作成した文書であったことが判明する。これは大泉寺側は所領の保証などを得るために現実的な支配者である今川義元と潜在的な支配者である松平元信による文書を必要としたものの、元信はこうした権限を行使できる状態ではなかったため、彼女が元信の名義で代わりに作成したと考えられている。なお、この時使われた黒印は天文11年の大樹寺に出された文書と同じものであった。更に翌弘治3年（1557年）5月3日付で高隆寺に出された元信名義の定書も花押が他に例が無く、実際には彼女が作成したとみられている。新川紀一はこれらの文書を含めた当時の元信・元康に関する文書は阿部定吉以下の松平氏の奉行人たちと随念院が協議の上で発給していたと推測している。
松平元康（元信）が桶狭間の戦いの後に岡崎城への帰還を許されて久しぶりの再会を果たした随念院は翌年に死去するが、元康が彼女を敬慕し、一連の彼女の行為を容認していたことは、没後は祖父・清康（彼女にとっては兄弟）の墓の1つの隣に彼女の墓を設け、永禄5年（1562年）の彼女の一周忌に際して大樹寺十五世黁誉魯聞を開山に寺を造営し、彼女の法名である「随念院殿桂室泰栄大禅定尼」から随念寺と命名したことからでも想定が可能である。